# Arsène Mosca
Pour les articles homonymes, voir Mosca.
Arsène Mosca, de son vrai nom Hassen Meddad, est un acteur et humoriste français né le 4 août 1967 à Puteaux.

## Biographie
Arsène Mosca est né le 4 août 1967 à Puteaux, dans une famille d'origine kabyle.
Originaire de Lyon, il y fait ses débuts au théâtre dans les années 1990, au Complexe du rire et au Rail Théâtre.

## Carrière
Il rencontre Jean Dujardin avant que ce dernier ne bénéficie d'une grande notoriété (lors du tournage de la série télévisée Un gars, une fille) et collabore par la suite avec lui sur de nombreux films et projets.
En 2007, c'est d'ailleurs Arsène Mosca que Jean Dujardin choisit pour le rôle-titre de la série Palizzi qu'il a créée et réalisée.

## Filmographie

### Cinéma

#### Longs métrages
- 2001 : Mortel Transfert de Jean-Jacques Beineix
- 2002 : Ah ! si j'étais riche de Gérard Bitton et Michel Munz : le sommelier
- 2004 : Les Dalton de Philippe Haïm : le grand bandit
- 2006 : OSS 117 : Le Caire, nid d'espions de Michel Hazanavicius : Loktar
- 2006 : Incontrôlable de Raffy Shart : le maghrébin
- 2007 : Contre-enquête de Franck Mancuso : Ardouin
- 2007 : Gomez vs Tavarès de Cyril Sebas et Gilles Paquet-Brenner : Ahmed
- 2007 : Les Vacances de Mr. Bean de Steve Bendelack : le policier
- 2007 : 99 Francs de Jan Kounen : le dealer
- 2007 : Comme ton père de Marco Carmel : l'épicier
- 2007 : Sans arme, ni haine, ni violence de Jean-Paul Rouve : le Targui
- 2008 : Astérix aux Jeux olympiques de Frédéric Forestier et Thomas Langmann : le secrétaire du Roi
- 2008 : L'Ennemi public no 1 de Jean-François Richet : Jojo
- 2008 : Coluche : L'Histoire d'un mec d'Antoine de Caunes : Mustapha Joumblatt
- 2009 : De l'autre côté du lit, de Pascale Pouzadoux : Goncalvo
- 2009 : Tellement proches d'Éric Toledano et Olivier Nakache : Patrice
- 2009 : Victor de Thomas Gilou
- 2009 : Micmacs à tire-larigot de Jean-Pierre Jeunet : Serge
- 2010 : Le Mac de Pascal Bourdiaux : Sami
- 2011 : Au bistro du coin de Charles Nemes : Bruno
- 2011 : Ni à vendre ni à louer de Pascal Rabaté : l'épicier
- 2011 : Je m'appelle Bernadette de Jean Sagols : Pomian
- 2011 : Road Nine de Sébastien Rossi : Fouad
- 2012 : Paris-Manhattan de Sophie Lellouche : Arthur
- 2012 : Aux yeux de tous de Cédric Jimenez : le responsable du magasin de TV
- 2012 : Les Seigneurs d'Olivier Dahan : le commentateur sportif
- 2013 : Macadam Baby de Patrick Bossard : Marco
- 2013 : Pop Redemption de Martin Le Gall : le patron du star club
- 2014 : Fiston de Pascal Bourdiaux : un policier
- 2014 : La French de Cédric Jimenez : un ouvrier chez Peretti
- 2015 : Nous trois ou rien de Kheiron : le gardien en chef de la prison
- 2015 : Belgian Disaster de Patrick Glotz : Omar
- 2016 : L'Élan d'Étienne Labroue : Willy
- 2017 : Jour J de Reem Kherici : le prêtre
- 2017 : Boule et Bill 2 de Pascal Bourdiaux : Max (voix)
- 2018 : Les Aventures de Spirou et Fantasio d'Alexandre Coffre : le vigile
- 2019 : Persona non grata de Roschdy Zem : Hugo
- 2020 : Lucky d'Olivier Van Hoofstadt : Mous
- 2020 : Les Blagues de Toto de Pascal Bourdiaux : l'épicier
- 2022 : 16 Ans de Philippe Lioret : Amir Kadri
- 2023 : Les Blagues de Toto 2 : Classe verte de Pascal Bourdiaux : le chauffeur de car

#### Courts métrages
- 2003 : Pompier ! de Martin Le Gall : marquis
- 2004 : La baguette de Philippe Pollet-Villard : Arsène
- 2007 : Périphérique blues de Slony Sow : le violeur
- 2009 : Ensemble de Mohamed Fekrane : le second imam
- 2011 : Miss Feet de Nathalie Boyer : l'homme qui dort
- 2014 : Fumer tue d'Antoine Delelis : inspecteur Alves
- 2014 : Extrême Pinocchio de Pascal Chind : Mangefeu

### Télévision

#### Séries télévisées
- 1999 - 2003 : Un gars, une fille : Jean-Michel / Lee Tang / le fantôme / le génie / le serveur / le loueur de chameau / le vendeur / le squatter / le mariachi
- 2000 : Commissaire Moulin : Doudou
- 2003 : L'Affaire Martial de Jean-Pierre Igoux : l'ouvrier agricole
- 2005 : Kaamelott : Chef Maure
- 2005 : Une journée de houf : Charly
- 2007 : Avocats et Associés : Karim Bendi
- 2007 - 2008 : Palizzi : Palizzi
- 2010 : Flics : Nono
- 2010 - 2012 : Victoire Bonnot : le gardien
- 2012 : Le Jour où tout a basculé : Karim
- 2012 : Tiger Lily, 4 femmes dans la vie : Albert Sarfati
- 2013 : Commissaire Magellan : Nabil
- 2013 : Myster Mocky présente
- 2013 : Passage du désir : Carl Ermeling
- 2013 : Roxane, la vie sexuelle de ma pote : le médecin
- 2013 - 2015 : Cherif : Jean-Pierre Rochmansky
- 2015 - 2023 : Scènes de ménages : Marco / Apparition chez José et Liliane dans la saison 10 / Messaoud, le père de Jalil
- 2023 : Alphonse de Nicolas Bedos (série Prime Vidéo) : tenancier bar

#### Téléfilms
- 2006 : Je hais les parents de Didier Bivel : le directeur de la maison de retraite
- 2007 : Vérités assassines d'Arnaud Sélignac
- 2008 : Béthune sur Nil de Jérôme Foulon : Omar
- 2022 : Handigang de Stéphanie Pillonca : l'assistant d'éducation
- 2023 : L'Incroyable Embouteillage de David Charhon : Amir

## Théâtre
- 1995 : Échecs et macs de Fernando Arrabal, mise en scène Yves-Laurent Schwob, Théâtre Montmartre-Galabru
- 1998 : The Souk de Pascal Louan, mise en scène Gilles Petitgars, Théâtre du Lucernaire
- 2001 : Le printemps des bourges d'Alain Chapuis, Théâtre Daunou
- 2012 : Le Buzz ou comment devenir un vrai people ! d'Éric Carrière et Jean-Marc Longval, mise en scène des auteurs, Le Paris (Festival d'Avignon)
- 2012-2013 : Boire, fumer et conduire vite, de Philippe Lellouche, mise en scène Marion Sarraut, Comédie de Nice
- 2013 : 10 ans de mariage, d'Alil Vardar, mise en scène Roger Louret, Théâtre La Grande Comédie
- 2014 - 2015 : 10 ans de mariage d'Alil Vardar, mise en scène Roger Louret, Le Palace
- 2015 - 2017 : Le Clan des divorcées d'Alil Vardar, mise en scène Enver Recepovic, Théâtre de la Grande Comédie, Comédie République
- 2015 : Familles (re)composées d'Alil Vardar, Théâtre La Grande Comédie
- 2015 : Entre adultes consentants de Thomas Gaudin et Jules Dener, mise en scène Alil Vardar, Théâtre Les Feux de la Rampe (Paris)
- 2017 : Toc toc de Laurent Baffie, Théâtre La Grande Comédie
- 2018 : Toc Toc de Laurent Baffie, mise en scène de l'auteur, Le Palace
- 2018 - 2020 : Le Clan des divorcées d'Alil Vardar, Comédie Saint-Martin, puis Théâtre Le République
- 2021-... : Docteur Alil & Mister Vardar d'Alil Vardar, Comédie au théâtre de La Grande Comédie,
- 2022 : Hold-up et bras cassés de lui-même, et mise en scène lui-même, Théâtre La Grande Comédie
- 2023 : Tout va bien se passer ! d'Alil Vardar Théâtre La Grande Comédie
- 2024 : Stars d'un soir d'Alil Vardar Théâtre La Grande Comédie